# 2021年美国国会大厦汽车袭击事件
2021年4月2日，一辆汽车沿华盛顿哥伦比亚特区宪法大道冲撞美國國會大廈外北邊的路障，造成一名美国国会警察威廉·埃文斯（William Evans）死亡、另一名警察受伤。襲擊發生後，国会大厦建筑群被警方封锁。当时国会正处于春季休会期，因此袭击时只有少数议员在大楼内。行凶者是25岁的诺亚·格林（Noah Green），衝撞警察後，他一边挥舞着刀子一边下车，無視警方警告並朝警员扑去。此時其他警员向诺亚·格林开枪。诺亚·格林中槍後被逮捕，最終因伤势过重，在送医後宣告不治。

## 襲擊者
嫌疑人诺亚·格林（Noah Green）是一名来自印第安纳州的25岁非裔美国男子，和他一起上学的人曾表示他平時喜愛運動。其他认识诺亚·格林的人看到他在Facebook上曾发布一些支持伊斯兰民族及其前领导人路易斯·法拉堪的帖子，诺亚·格林還表示美國政府是黑人的頭號公敵。